# Світвотер (Теннессі)
Світвотер (англ. Sweetwater) — місто (англ. city) в США, в округах Монро і Макмінн штату Теннессі. Населення — 6312 особи (2020).

## Географія
Світвотер розташований за координатами 35°36′8″ пн. ш. 84°28′17″ зх. д. / 35.60222° пн. ш. 84.47139° зх. д. (35.602209, -84.471352).  За даними Бюро перепису населення США в 2010 році місто мало площу 22,07 км², з яких 22,07 км² — суходіл та 0,00 км² — водойми.

## Демографія
Згідно з переписом 2010 року, у місті мешкали 5764 особи в 2383 домогосподарствах у складі 1552 родин. Густота населення становила 261 особа/км².  Було 2738 помешкань (124/км²).
Расовий склад населення:
| - 88,7 % — білих - 6,4 % — чорних або афроамериканців - 0,9 % — азіатів - 0,3 % — корінних американців - 1,7 % — осіб інших рас |

До двох чи більше рас належало 1,9 %. Частка іспаномовних становила 3,2 % від усіх жителів.
За віковим діапазоном населення розподілялося таким чином: 22,9 % — особи молодші 18 років, 56,4 % — особи у віці 18—64 років, 20,7 % — особи у віці 65 років та старші. Медіана віку мешканця становила 42,5 року. На 100 осіб жіночої статі у місті припадало 86,7 чоловіків;  на 100 жінок у віці від 18 років та старших — 81,2 чоловіків також старших 18 років.
Середній дохід на одне домашнє господарство  становив 54 609 доларів США (медіана — 34 276), а середній дохід на одну сім'ю — 67 522 долари (медіана — 44 306). Медіана доходів становила 41 331 долар для чоловіків та 30 273 долари для жінок. За межею бідності перебувало 20,7 % осіб, у тому числі 25,0 % дітей у віці до 18 років та 15,3 % осіб у віці 65 років та старших.
Цивільне працевлаштоване населення становило 2242 особи. Основні галузі зайнятості: освіта, охорона здоров'я та соціальна допомога — 30,0 %, виробництво — 15,3 %, роздрібна торгівля — 13,9 %.